# زنان کوچک
زنان کوچک (به انگلیسی: Little Women) نام رمان بلندی از لوییزا می الکات (زاده ۱۸۳۲، درگذشت ۱۸۸۸)، نویسنده آمریکایی است. زنان کوچک داستانی است که به بیش از ۵۰ زبان ترجمه شده‌است محل اتفاق این داستان در شهر بوستون، ایالت ماساچوست آمریکا است و زمان این داستان در اواسط قرن نوزدهم است و محوریت داستان بر پایهٔ جنگ داخلی آمریکا و حمله نیروهای ائتلاف به مرزهایی از نیروهای اتحادیه است. این کتاب موفق شده از میان مرزهای فرهنگی و مذهبی عبور کند، به عنوان مثال شکستن رسم برده‌داری که در جنگ داخلی آمریکا مهم‌ترین محور و دلیل جنگ بود. اقتباسی از این داستان در اپِرا، نمایش موزیکال، برنامه‌های تلویزیونی، هالیوود، بالیوود و انیمه‌های ژاپنی استفاده شده‌است. داستان در مورد زندگی ۴ خواهر -مگی، جو، بث و ایمی مارچ- است، که با الهام از زندگی واقعی نویسنده با سه خواهرش نوشته شده‌است. جلد اول، زنان کوچک، نوشتن جلد دوم، همسران خوب را موجب شد. چاپ کتاب در یک نسخه برای بار نخست در سال ۱۸۸۰ با عنوان زنان کوچک انجام شد. الکات ادامه این داستان را با دو کتاب به نام‌های مردان کوچک و پسران جو ادامه داد.

## شخصیت‌های داستان

چاپ دوجلدی برادران رابرتز، اوایل

### جوزفین " جوز " (Josephin)
شخصیت محوری داستان دختری است ۱۵ ساله لاغر و قد بلند که مغرور، رک، جسور، با اخلاق و وفادار است و شخصیتی برونگرا، رویاپرداز، احساسی و بداهه پرداز (enfp) دارد. جوزفین علاقه‌مند به خواندن و نوشتن است و کتاب و نمایشنامه می‌نویسد. او خود را به شکل یک پسر درمی‌آورد و دوست ندارد که به علت دختر بودن در همهٔ کارها محدودیت داشته باشد. بهترین و صمیمی‌ترین دوست او لاری لارنس است که کتی او را تدی صدا می‌زند. کتی معلم اخلاق و محرم اسرار خواهر خود، بت می‌باشد. اسم کامل او جوزفین است و به عنوان همدم در خانهٔ عمهٔ پیر خود کار می‌کند.و موضوع حقوق زنان پرداخته شده در این کتاب به نوعی با ازدواج نکردن شخصیت اول زن (جوز) در پایان کتاب تکمیل می‌شود (که پیرو سال انتشار کتاب این چنین موضوع بحث بسیار حائز اهمیت برای سال‌های خودش (ازدواج کردن شخصیت زن در پایان اکثر داستان‌های آن دوره به طرزی که بخواهد در ذهن مخاطب خطایی تحت طرز فکر لزوم ازدواج برای دختران ایجاد کند) پس به همین واسطه کتی تداعی کننده شخصیتی قوی و مستقل در ذهن خواننده است یعنی یقین مخاطب برای طرز پایان یافتن کتاب شکسته می‌شود (این چنین موضوعات در این رمان نقش زیادی در شکسته شدن چهارچوب‌ها در تفکر مخاطب دارد)

### مارگارت " مگ " (Margaret)
مگ بزرگ‌ترین دختر خانواده است و شانزده سال سن دارد. اوبه بچه‌های مردم درس می‌دهد. او زیباست و چون بیش تر از همه زندگی مجلل گذشته‌شان را به خاطر می‌آورد، بیش تر از سه خواهر خود طرفدار تجمل و ثروت است و دوست دارد ثروتمند شود. او معلم اخلاق ایمی است. نام کامل مگ، مارگارت است. در آخر کتاب زنان کوچک و اول کتاب همسران خوب مگ با جان بروک معلم لاری لارنس ازدواج می‌کند و درآخر از او صاحب یک پسر و دختر دوقلو به نام‌های دمی و دیزی می‌شود که هر دو در کتاب پسران جوز در مدرسه جوز و پروفسور بایر درس می‌خوانند.

### الیزابت " بت " (Elizabeth)
بت دختر سوم خانواده است و سیزده سال سن دارد. او به پیانو علاقه زیادی دارد ولی در خانه‌شان پیانوی خوبی نیست و خودش در خانه درس می‌خواند و کمک زیادی در تمیز کردن خانه انجام می‌دهد. او خواهر خود، جوز را از بقیهٔ خواهرها بیش تر دوست دارد. بت چند بچه گربه به عنوان حیوان خانگی نگه می‌دارد و بسیار خجالتی است به همین دلیل به مدرسه نرفت و درخانه به تحصیل ادامه داد. در کتاب زنان کوچک بت برای کمک به خانواده ای فقیر به بیماری مخملک مبتلا شد و همین بیماری باعث شد در کتاب همسران خوب در سن بیست و دو سالگی براثر تب مخملک از دنیا برود.

### ایمی (Amy)
ایمی کوچک‌ترین دختر خانواده دوازده سال سن دارد و البته زیباترین آنهاست. او موهایی طلایی و چشمانی آبی و پوستی سفید رنگ دارد. در کل کمی مغرور است و سعی می‌کند بزرگتر از سنش رفتار کند. ایمی در نقاشی مهارت بالایی دارد و در کتاب همسران خوب به جای جو با عمه مارچ به سفر اروپا رفت. در پایان همسران خوب او با لاری ازدواج کرد و از او صاحب دختری شد که به یاد خواهرش بت نامش را الیزابت " بتی " گذاشت.

### ماری (Mrs.March)
خانم مارچ که مادر این ۴ دختر است، خانمی بسیار عاقل و زیبا است که همواره به بچه‌هایش کمک می‌کند و درس‌هایی از زندگی را به آن‌ها می‌آموزد.

### لاری (Laurie)
لاری نوه همسایه آن هاست که به دلیل از دست دادن والدینش پیش پدربزرگ پدری اش زندگی می‌کند و در داستان دوست مورد علاقهٔ جوز خواهد شد. او به
نواختن موسیقی ـ به خصوص پیانو ـ علاقه زیادی دارد ولی پدربزرگ او دوست ندارد که لاری هنرمند شود و می‌خواهد او را وادار کند تا بازرگان شود
و عشق خود به موسیقی را فراموش کند. لاری ایتالیایی است و بسیار خوش‌قیافه و ثروتمند می‌باشد، ولی شیطان و کمی عجول و فضول است. او به همسایه‌های خود، به خصوص جوز، علاقهٔ زیادی دارد. نام واقعی او تئودور است ولی چون دیگران او را دورا صدا می زنندـ که یک اسم دخترانه است ـ نام خود
را به لاری تغییر داده‌است و هیچ‌کس به جز جوز او را تدی صدا نمی‌زند. لاری ابتدا قصد ازدواج با جوز را داشت. اما جوز به او گفت که نمی‌تواند لاری را چیزی به جز برادرش تصور کند! لاری به اروپا می‌رود و در آنجا ایمی را که حالا زنی زیبا شده بود می‌بیند و پس از مشاجراتی آن دو باهم ازدواج می‌کنند.

### جان بروک (John Brook)
آقای بروک معلم خصوصی لاری است که به مرور عاشق مگ می‌شود و از او درخواست ازدواج می‌کند. او از مگ یک پسر و دختر دوقلو به نام‌های دمی و دیزی دارد که هر دو در مدرسه شبانه‌روزی جوز و پروفسور بایر درس می‌خوانند. او همچنین یک دختر کوچک به نام جوزی هم دارد.

### جیمز لارنس(laurence Jams)
جیمز لارنس پدربزرگ لاری است که با وجود ظاهر خشنش قلبی مهربان دارد و لاری را بسیار دوست می‌دارد. او دوست صمیمی پدربزرگ جوز بوده‌است و چون جوز
خیلی شبیه به پدربزرگش است، آقای لارنس خیلی او را دوست دارد. آقای لارنس نوه‌ای داشته که او را از دست داده‌است؛ و پیانو ی نوه اش را به بت می‌بخشد تا بتواند تمرین کند.

### پروفسور بایر (Professor Bhaer)
فردریک بایر پروفسوری آلمانی است که جوز در کتاب دوم با او آشنا می‌شود و با او دوست می‌شود و بعد از لاری او را بهترین دوست خود می‌داند. او در پایان همسران خوب با جوز ازدواج می‌کند و از او صاحب دو پسر می‌شود. او و جوز صاحب مدرسه شبانه‌روزی می‌شوند.

## داستان

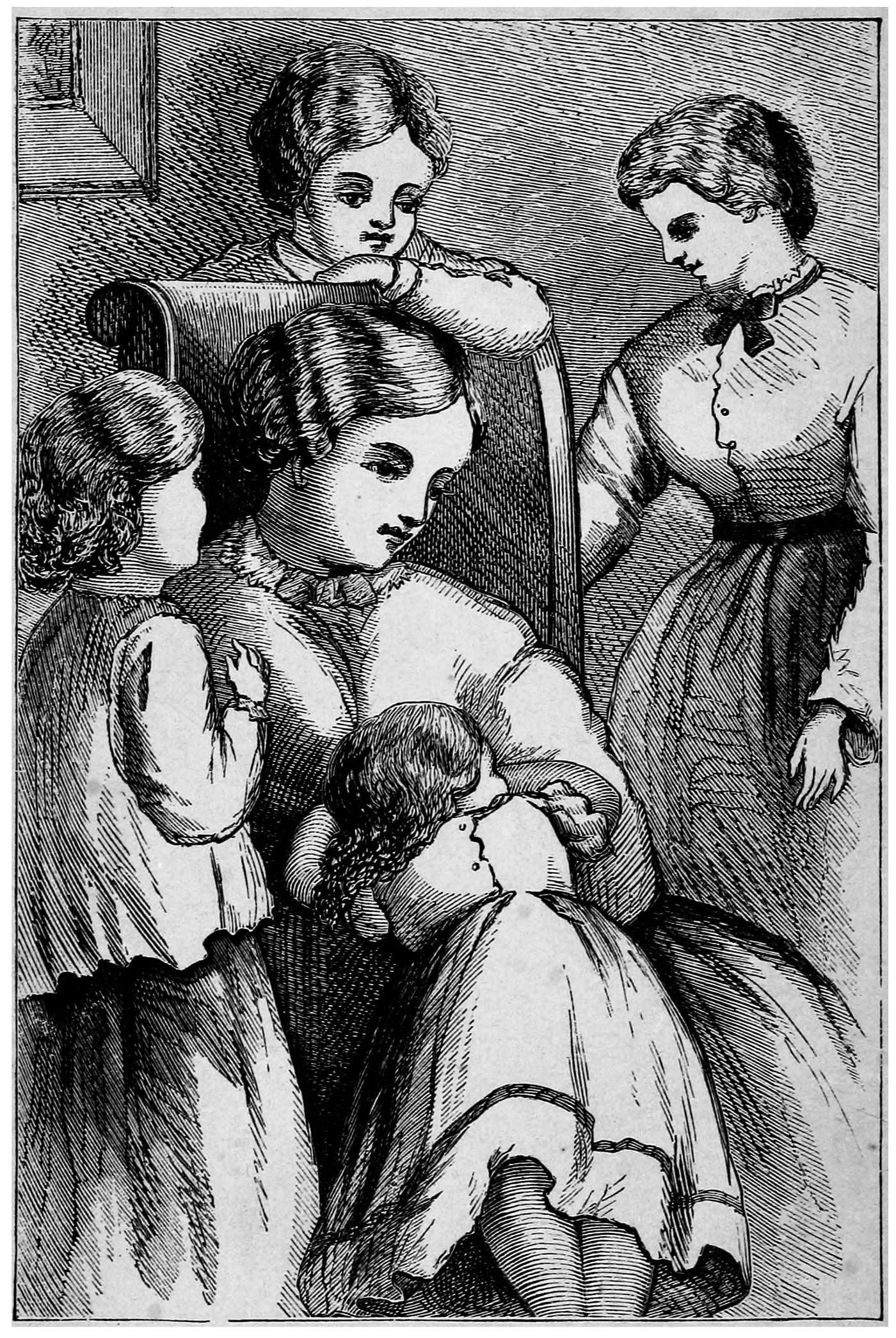
تصویری از اسکن کتاب زنان کوچک

داستان در مورد خانواده مارچ است که قبلاً پولدار بوده‌اند ولی الان وضعیت خوبی ندارند و پدرشان برای کمک به سربازان وطن به جنگ رفته‌است و و حالا آن‌ها سعی می‌کنند زندگی خود را اداره کرده و در کنارش به مردم محتاج کمک کنند. آن‌ها همگی زندگی نسبتاً سختی دارند و از یکدیگر حمایت می‌کنند و ماجراهایی برایشان پیش می‌آید. در کتاب دوم، ماجراهایی پیش می‌آید که از برجسته‌ترینشان می‌توان به این ماجراها اشاره کرد: لاری عاشق جوز می‌شود و جوز هم که این موضوع را فهمیده‌است، سعی می‌کند از او دوری کند؛ ولی یک روز وقتی برای قدم زدن به بیرون می‌روند لاری
درخواست خود را به زبان می‌آورد و از جوز می‌خواهد با او ازدواج کند. لاری به او می‌گوید که از اولین لحظه‌ای که او را دیده‌است عاشقش شده‌است. جوز درخواست او را رد می‌کند و به او می‌گوید که با وجود این که سعی کرده‌است، نتوانسته‌است عاشق لاری باشد.
لاری که افسرده شده‌است به همراه پدربزرگ خود به اروپا می‌رود و در آن جا ایمی را ملاقات می‌کند و چون ایمی خیلی با او مهربان بوده‌است، عاشق ایمی می‌شود (و می‌فهمد که هیچ زنی برای او بهتر از ایمی پیدا نمی‌شود حتی جوز) و ایمی هم عاشق او می‌شود با او ازدواج می‌کند.
بت مریض می‌شود و خود این را می‌داند ولی از مرگ نمی‌ترسد و شجاعانه با آن روبه رو می‌شود و سرانجام می‌میرد. جوز که از مرگ خواهر خود بسیار اندوهگین شده‌است کتابی به نام «بتِ من»(My Beth) می‌نویسد و آن را برای دوست خود پروفسور می‌فرستد. پروفسور با خواندن کتاب عاشق جوز می‌شود و جوز هم با وجود این که به لاری گفته‌است هرگز ازدواج نمی‌کند، عاشق پروفسور می‌شود و وقتی پروفسور بعد از ازدواج
ایمی و لاری به آمریکا می‌آید، کتی را ملاقات می‌کند و سرانجام به او می‌گوید که دوستش دارد و آن‌ها با هم ازدواج می‌کنند.
مگ صاحب دوقلو و جوز هم صاحب دو پسر می‌شود و ایمی هم صاحب یک دختر زیبا می‌شود؛ و این گونه است که داستان پایان می‌یابد.

## ترجمه به فارسی
رمان زنان کوچک چندین بار به زبان فارسی ترجمه شده و با مشخصات زیر به چاپ رسیده‌است:
- آلکوت، لوئیزا می، زنان کوچک، ترجمه و تلخیص سوگند همدانی مجرد و مینا سکه‌زنان حقیقی، تهران: انتشارات نفیر، ۱۴۰۰؛ تهران؛ ۱۴۰ ص.
- آل‍ک‍وت، ل‍وئ‍ی‍زا م‍ی، زن‍ان ک‍وچ‍ک، ترجمهٔ ش‍ه‍ی‍ن‌دخ‍ت رئ‍ی‍س‌زاده، تهران: بنگاه ترجمه و نشر کتاب‏‫‏، ۱۳۵۹؛ ت‍ه‍ران: ش‍رک‍ت ان‍ت‍ش‍ارات ع‍ل‍م‍ی و ف‍ره‍ن‍گ‍ی‏‫، ۱۳۷۴؛ ت‍ه‍ران: ف‍ردوس‏‫، ۱۳۷۶‬؛ ۴۷۷ ص. ‬
- آل‍ک‍وت، ل‍وئ‍ی‍زا م‍ی، زن‍ان ک‍وچ‍ک، ترجمهٔ ف‍رزی‍ن م‍رواری‍د، ت‍ه‍ران: ق‍دی‍ان‍ی، ک‍ت‍اب‍ه‍ای ب‍ن‍ف‍ش‍ه‏‫، ۱۳۷۶؛ ‏‫۳۵۱ ص. ‬
- آل‍ک‍وت، ل‍وئ‍ی‍زا م‍ی، سه عروسی، یا، زنان کوچک، ترجمه ا. دوستدار، تهران: نورجهان‏‫‭.۱۳۲۸،
- آل‍ک‍وت، ل‍وئ‍ی‍زا، زن‍ان ک‍وچ‍ک، ت‍ل‍خ‍ی‍ص م‍ی‍ش‍ل وس‍ت، ای. پ‍ی. ه‍ارت، ت‍رج‍م‍هٔ م‍ه‍رداد م‍ه‍ری‍ن، اص‍ف‍ه‍ان: ص‍دف ک‍ی‍م‍ی‍ا‏‫، ۱۳۸۰؛ ‏‫۱۶۲ ص. ‬
- آل‍ک‍وت، ل‍وئ‍ی‍زا م‍ی، زن‍ان ک‍وچ‍ک، ت‍رج‍م‍هٔ ت‍ه‍م‍ی‍ن‍ه م‍ه‍رب‍ان‍ی، ت‍ه‍ران: ک‍ت‍اب درن‍ا‏‫، ۱۳۷۴؛ ‏‫۱۶۰ ص. ‬
- آل‍ک‍وت، ل‍وئ‍ی‍زا م‍ی، زن‍ان ک‍وچ‍ک، ت‍رج‍م‍هٔ ش‍ک‍وف‍ه اخ‍وان، ت‍ه‍ران: ن‍ه‍ال ن‍وی‍دان‏‫، ۱۳۷۵؛ ‏‫۱۶۰ ص. ‬ تهران: نهال نویدان‏‫، ‏‫۱۳۹۶؛ ‏‫۱۸۴ ص. ‬‏
- آل‍ک‍وت، ل‍وئ‍ی‍زا م‍ی، زن‍ان ک‍وچ‍ک، ت‍رج‍مهٔ ج‍ل‍ی‍ل ده‍م‍ش‍کی، تهران: ج‍ان‍زاده‏‫، ۱۳۷۵؛ ‏‫۱۶۰ ص. ‮
- آل‍ک‍وت، ل‍وئ‍ی‍زا م‍ی، زن‍ان ک‍وچ‍ک، ت‍رج‍م‍هٔ ف‍ری‍ده م‍ل‍ک‌ال‍ک‍لام‍ی، ت‍ه‍ران: ج‍ام‍ی‏‫، ۱۳۷۴؛ ‫۱۲۷ ص. ‬
- آل‍ک‍وت، ل‍وئ‍ی‍زا م‍ی، زن‍ان ک‍وچ‍ک، ت‍رج‍مهٔ ه‍ان‍ی‍ه اع‍ت‍ص‍ام، ت‍ه‍ران: خ‍رداد‏‫، ‬ ۱۳۸۱؛ ۸۸ ص. ‬
- آل‍ک‍وت، ل‍وئ‍ی‍زا م‍ی، زن‍ان ک‍وچ‍ک، ت‍رج‍م‍هٔ اع‍ظم ان‍ص‍اری، ت‍ه‍ران: ش‍ه‍ر ک‍ت‍اب، ۱۳۸۲؛ ۶۴ ص.
- لال‍ور، لاری، زن‍ان ک‍وچ‍ک (از روی ف‍ی‍ل‍م س‍ی‍ن‍م‍ائ‍ی ک‍ه از روی ه‍م‍ی‍ن ک‍ت‍اب و ن‍م‍ای‍ش‍ن‍ام‍ه ت‍وس‍ط راب‍ی‍ن س‍وی‍ک‍ورد)، ت‍رج‍م‍هٔ ام‍ی‍رم‍ح‍م‍ود ف‍خ‍رداع‍ی، ت‍ه‍ران: ص‍ف‍ی‍ع‍ل‍ی‍ش‍اه‏‫، ۱۳۷۴. ‬
- آل‍ک‍وت، ل‍وئ‍ی‍زا م‍ی، زنان کوچک، ترجمهٔ بیتا ابراهیمی، ویراستار ربابه میرغیاثی، تهران: پنجره‏‫‬، ۱۳۹۸؛ ‏‫‬۱۷۶ ص.
- آل‍ک‍وت، ل‍وئ‍ی‍زا م‍ی، زنان کوچک، ترجمهٔ حمیده کاشی و سارا فیضی، تهران: گوهر اندیشه‏‫‫، ۱۳۹۶؛ ‏‫۴۷۱ ص. ‬
- آل‍ک‍وت، ل‍وئ‍ی‍زا م‍ی، زنان کوچک، ترجمهٔ شایسته ابراهیمی، تهران: انتشارات بین‌المللی گاج‏‫، ۱۳۹۶؛ ‏‫۱۲۸ ص. ‬
- آل‍ک‍وت، ل‍وئ‍ی‍زا م‍ی، زنان کوچک، ترجمهٔ عاطفه نفر، ویراستار محسن مؤمن، تهران: انتشارات شیرمحمدی‏‫، ۱۳۹۶؛ ‏‫۳۴۹ ص. قزوین: آزرمیدخت‏‫، ۱۳۹۷؛ ۳۲۴ ص. ‬
- آل‍ک‍وت، ل‍وئ‍ی‍زا م‍ی، زنان کوچک، ترجمهٔ معصومه آقاپور، ویراستار نرجس عبادی، تهران: سفیر قلم‏‫، ‏‫۱۳۹۷؛ ‏‫۳۵۲ ص. ‬‏
- آل‍ک‍وت، ل‍وئ‍ی‍زا م‍ی، ‏‫زنان کوچک، ترجمهٔ بهارک قهرمان، ویراستار راضیه ایزد، تهران: دادجو‏‫‬، ۱۳۹۸؛ ۱۰۴ ص.
- آل‍ک‍وت، ل‍وئ‍ی‍زا م‍ی، ‏‫زنان کوچک، ترجمهٔ مینو هاشمی، تهران: اعجاز علم، ‏‫۱۳۹۹؛ ‏‫۵۱۲ ص. ‬
- آل‍ک‍وت، ل‍وئ‍ی‍زا م‍ی، زنان کوچک، ترجمهٔ مریم دستوم، تهران: زبان مهر‏‫، ۱۳۹۱؛ ‏‫۱۶۸ ص. ‬
- آل‍ک‍وت، ل‍وئ‍ی‍زا م‍ی، زنان کوچک، ترجمهٔ پروین ادیب، تهران: بنگاه ترجمه و نشر کتاب پارسه، ‏‫۱۳۹۳؛ ‏‫۲۴۰ ص.
- آل‍ک‍وت، ل‍وئ‍ی‍زا م‍ی، زن‍ان ک‍وچ‍ک، ت‍رج‍مهٔ س‍پ‍ه‍ر ح‍اج‍ت‍ی، ت‍ه‍ران: دب‍ی‍ر، دادج‍و‏‫، ۱۳۸۶؛ ت‍ه‍ران: دب‍ی‍ر، اکباتان‏‫، ۱۳۸۸؛ ‏‫۵۶ ص.
- آل‍ک‍وت، ل‍وئ‍ی‍زا م‍ی، زنان کوچک، ترجمهٔ فاطمه شکری، قم: نشر عطش‏‫، ۱۳۹۷؛ ‏‫۳۵۲ ص. ‬
- آل‍ک‍وت، ل‍وئ‍ی‍زا م‍ی، زنان کوچک، ترجمهٔ هلاله اویسی، قم: عطش، ‏‫۱۳۹۷؛ ۱۲۸ ص. ‬
- آل‍ک‍وت، ل‍وئ‍ی‍زا م‍ی، زنان کوچک، ترجمه و تلخیص انتشارات شلاک، تهران: شلاک‏‫، ۱۳۹۷؛ ‏‫۸۰ ص. ‬
- آل‍ک‍وت، ل‍وئ‍ی‍زا م‍ی، زنان کوچک، ترجمهٔ غلامحسین اعرابی و افسانه اعرابی، تهران: انتشارات بهنود‏‫، ۱۳۹۸؛ ۵۹ ص.
- آل‍ک‍وت، ل‍وئ‍ی‍زا م‍ی، زنان کوچک، ترجمهٔ روح‌الله علی‌بخشی، قم: آلاچیق کتاب‏‫، ۱۳۹۸؛ ۱۱۰ ص. ‬‏
- آل‍ک‍وت، ل‍وئ‍ی‍زا م‍ی، زنان کوچک، ترجمهٔ آیلین نوشی، تهران: آوای کلار، ‏‫۱۳۹۷؛ ۵۳ ص.
- آل‍ک‍وت، ل‍وئ‍ی‍زا م‍ی، زنان کوچک، ترجمهٔ شبنم اروانه، ویرایش و صفحه‌آرایی سیده یلدا عزیزی موسوی، تهران: آفریدگار‏‫، ‏‫۱۳۹۷؛ ‏‫۱۰۲ ص. ‬‏‫
- آل‍ک‍وت، ل‍وئ‍ی‍زا م‍ی، زنان کوچک، ترجمهٔ رزا وزیری، سنندج: رزا وزیری، ‏‫۱۳۹۳، ۹۰ ص.
- آل‍ک‍وت، ل‍وئ‍ی‍زا م‍ی، زنان کوچک، قم: آدینه سبز، ۱۳۹۴؛ ۶۴ ص.
- آل‍ک‍وت، ل‍وئ‍ی‍زا م‍ی، زنان کوچک، ترجمه و تلخیص محمد میرلو، تهران: امیرکبیر، کتابهای جیبی‏‫، ۱۳۸۹؛ ‏‫۱۵۰ ص. ‬‏‫
- آل‍ک‍وت، ل‍وئ‍ی‍زا م‍ی، زنان کوچک، ترجمهٔ کیوان عبیدی آشتیانی، تهران: افق‏‫، ‏‫‏۱۳۸۹؛ ۴۸۹ ص. ‬
- آل‍ک‍وت، ل‍وئ‍ی‍زا م‍ی، زنان کوچک، ترجمهٔ محمدصادق شریعتی، تهران: گویش نو‏‫، ۱۳۹۸؛ ‏‫۱۱۸ ص.
- آل‍ک‍وت، ل‍وئ‍ی‍زا م‍ی، زنان کوچک، ترجمهٔ سعیده عسگری، ویراستار محمدرضا قدیانی، تهران: انتشارات پنگوئن‏‫، ۱۳۹۸؛ ۴۲۴ ص. ‬
- آل‍ک‍وت، ل‍وئ‍ی‍زا م‍ی، زنان کوچک، ترجمهٔ فاطمه معصومی زواریانی، تهران: کتاب مرو‏‫، ۱۴۰۰؛ ‏‫۵۹۶ ص.
- اس‍ک‍ات، ج‍ان، زنان کوچک (تلخیص‌شده به عنوان کتاب درسی زبان انگلیسی)، ترجمهٔ فاطمه فیروزوند، تهران: آنامید‏‫، ۱۳۹۸؛ ۵۱ ص.
- اولکات، ل‍ویی‍زا م‍ی، زنان کوچک (گردآوری و تلخیص گروه مترجمان روزنامه همشهری)، تهران: روزنامهٔ همشهری‏‫، ۱۳۸۷؛ ۴۰ ص.
- آل‍ک‍وت، ل‍وئ‍ی‍زا م‍ی، زنان کوچک (بازنویسی مونیکا کالینگ‬)، ترجمهٔ بدری زارع‏‫، ویراستار سیمین آبادیان، تهران‏‫:‏‫ محراب قلم، کتاب‌های مهتاب‬‏‫، ۱۳۹۸؛ ۱۱۲ ص. ‬‏
- آل‍ک‍وت، ل‍وئ‍ی‍زا م‍ی، زنان کوچک (بازنویسی دیانا مک‌فادن)، تصویرگر لوسی کوروینو، ترجم سیده راضیه ابراهیمی، ویراستار شهلا انتظاریان، تهران: شهر قلم، ‏‫۱۳۹۶؛ ‏‫۱۲۰ ص.
- هیراتا، شاگا، زنان کوچک، ترجمهٔ زهره فنائی، مشهد: انتشارات آذرآبادی، ‏‫۱۳۹۸؛ ۱۲ ص.
- آل‍ک‍وت، ل‍وئ‍ی‍زا م‍ی، زنان کوچک، ترجمهٔ فرزانه عسگری‌پور، ویراستار بهرام وفایی، تهران: پیام سحر‏‫، ‏۱۳۹۳؛ ‏‫۱۱۱ ص.
- آل‍ک‍وت، ل‍وئ‍ی‍زا م‍ی، زنان کوچک (متن گزیده و آموزشی دوزبانه)، ترجمهٔ منصوره رئیسیان، سمنان: کتاب سمنگان‏‫، ‏‫۱۳۹۵؛ ‏‫۸۴ص.
- آل‍ک‍وت، ل‍وئ‍ی‍زا م‍ی، زنان کوچک (به انضمام تصاویری از نسخه اصلی)، ترجمه و بازنویسی مریم طیبی، تهران: آتون کتاب‏‫، ‏‫‬‏۱۳۹۵؛ ‏‫‬‏۴۸۰ ص.
- آل‍ک‍وت، ل‍وئ‍ی‍زا م‍ی، زن‍ان ک‍وچ‍ک (اق‍ت‍ب‍اس از ام. آل‍ب‍رز) ت‍رج‍م‍هٔ ک‍ام‍ران ب‍ه‍م‍ن‍ی، ت‍ه‍ران: واژه‏‫، ۱۳۸۳؛ ۴۴ ص. ‬
- آل‍ک‍وت، ل‍وئ‍ی‍زا م‍ی، مردان کوچک، الهام دانش‌نژاد، تهران: انتشارات دبیر، ‏‫۱۳۹۴؛ ‏‫۸۸ ص.

همچنین دیگر مجلدات این اثر همسران خوب و مردان کوچک نیز به زبان فارسی ترجمه شده و با مشخصات زیر به چاپ رسیده‌اند:
- آل‍ک‍وت، ل‍وئ‍ی‍زا م‍ی، ه‍م‍س‍ران خ‍وب، ت‍رج‍م‍هٔ ش‍ه‍ی‍ن‍دخ‍ت رئ‍ی‍س‌زاده، ت‍ه‍ران: پ‍اپ‍ی‍روس‏‫، ۱۳۶۶، ۳۲۰ ص؛ ویراست ۲، ت‍ه‍ران: ف‍ردوس‏‫، ۱۳۷۶؛ ۳۷۶ ص؛ تهران: شرکت انتشارات علمی و فرهنگی‏‫، ‏‫۱۳۹۴، ده+۳۹۱ ص.
- آل‍ک‍وت، ل‍وئ‍ی‍زا م‍ی، همسران خوب: قسمت دوم رمان زنان کوچک، ترجمهٔ سحر رخصت‌پناه، تهران: قدیانی‏‫، ۱۳۹۵؛ ‏‫۳۵۲ ص. ‬
- آل‍ک‍وت، ل‍وئ‍ی‍زا م‍ی، م‍ردان ک‍وچ‍ک، ت‍رج‍م‍هٔ ش‍ه‍ی‍ن‌دخ‍ت رئ‍ی‍س‌زاده، تهران: ان‍ت‍ش‍ارات ب‍ن‍گ‍اه ت‍رج‍م‍ه و ن‍ش‍ر ک‍ت‍اب؛ ت‍ه‍ران: ف‍ردوس: ج‍ام‏‫، ۱۳۷۶، ۳۴۸ ص؛ ته‍ران: ش‍رک‍ت ان‍ت‍ش‍ارات ع‍ل‍م‍ی و ف‍ره‍ن‍گ‍ی‏‫، ۱۳۸۴، ‏‫۴۲۶ ص. ‬
- آل‍ک‍وت، ل‍وئ‍ی‍زا م‍ی، م‍ردان ک‍وچ‍ک، ت‍رج‍م‍هٔ چ‍ی‍س‍ت‍ا ی‍ث‍رب‍ی و ف‍رش‍ت‍ه م‍وث‍ق‌ن‍ژاد، ت‍ه‍ران: ن‍ام‍ی‍را‏‫، ۱۳۸۳، ۴۷۷ ص. ‬
- آل‍ک‍وت، ل‍وئ‍ی‍زا م‍ی، مردان کوچک، ترجمهٔ الهام دانش‌نژاد، تهران: انتشارات دبیر، ‏‫۱۳۹۴، ۸۸ ص. ‬
- آل‍ک‍وت، ل‍وئ‍ی‍زا م‍ی، مردان کوچک (اقتباس و بازنویسی از دینا مک‌فادن)، ترجمهٔ شیما فتاحی، تهران: قدیانی، کتاب‌های بنفشه، ‏‫۱۳۹۳؛ ‏‫۱۲۰ ص.